# Chas Cronk
Chas Cronk je anglický zpěvák-textař a hudebník, známý zejména pro svou činnost ve skupině Strawbs.

## Diskografie

### Alba

#### Strawbs
- Hero and Heroine (1974)
- Ghosts (1974)
- Nomadness (1975)
- Deep Cuts (1976)
- Burning for You (1977)
- Deadlines (1978)
- Heartbreak Hill (1978)
- Blue Angel (2003)
- Déjà Fou (2004)

#### Cry No More
- Smile (1986)
- Cry No More (1987)
- Love and Power (1989)

#### Lambert Cronk
- Touch the Earth (2007)

#### Solo
- Mystic Mountain Music (2002)

### Singly
Údaje platí pro vydání ve Velké Británii, pokud není uvedeno jinak.

#### Strawbs
- "Shine on Silver Sun"/"And Wherefore" (1973)
- "Hero and Heroine"/"Why" (1974)
- "Hold on to Me (The Winter Long)"/"Where do You Go" (1974)
- "Round and Round"/"Heroine's Theme" (1974) (pouze USA a Itálie)
- "Grace Darling"/"Changes Arranges" (1974)
- "Angel Wine"/"Grace Darling" (1975) (pouze Japonsko)
- "Lemon Pie"/"Don't Try to Change Me" (1975)
- "Little Sleepy" (1975) (pouze USA a Portugalsko)
- "I Only Want My Love to Grow in You"/"Wasting My Time (Thinking of You)" (1976)
- "So Close and Yet So Far Away"/"The Soldier's Tale" (1976) (pouze USA)
- "Charmer"/"Beside the Rio Grande" (1976)
- "Back in the Old Routine"/"Burning for You" (1977)
- "Keep on Trying"/"Simple Visions" (1977)
- "Heartbreaker" (1977) (pouze USA a Jižní Afrika)
- "Joey and Me"/"Deadly Nightshade" (1978)
- "New Beginnings"/"Words of Wisdom" (1978)
- "I Don't Want to Talk About It"/"The Last Resort" (1978) (pouze USA)